# Guptasar
Guptasar és una cova sagrada a Bihar, al districte de Shahabad a uns 11 km de Shergarh and 29 de Sasseram. El seu interior és molt irregular amb abundància de masses de roques. Hi ha tres galeries a la cova i en una d'elles es troba el principal objecte de culte, una estalactita reverenciada com a Mahadeo. Té prop d'un km de llargada.